# ويليام جاكسون (مهندس)
ويليام جاكسون (بالإنجليزية: William Jackson) هو مهندس أمريكي، ولد في 13 مارس 1848 في Brighton, Boston ‏ في الولايات المتحدة، وتوفي في 30 يونيو 1910.